# Provinzen von Simbabwe

Provinzen Simbabwes

Simbabwe ist in zehn Provinzen unterteilt, von denen zwei als Metropolprovinzen („metropolitan provinces“) bezeichnet werden.
| Name                        | Verwaltungs- sitz | Einwohner (2022) | Fläche (km²) | Bevölkerungs- dichte (Ew./km²) | Karte |
| --------------------------- | ----------------- | ---------------- | ------------ | ------------------------------ | ----- |
| Provinz Bulawayo            | Bulawayo          | 665.952          | 479          | 1390                           |       |
| Provinz Harare              | Harare            | 2.427.231        | 872          | 2783                           |       |
| Provinz Manicaland          | Mutare            | 2.037.703        | 36.459       | 56                             |       |
| Provinz Mashonaland Central | Bindura           | 1.384.891        | 28.347       | 49                             |       |
| Provinz Mashonaland East    | Marondera         | 1.731.173        | 32.230       | 54                             |       |
| Provinz Mashonaland West    | Chinhoyi          | 1.893.584        | 57.441       | 33                             |       |
| Provinz Masvingo            | Masvingo          | 1.638.528        | 56.566       | 29                             |       |
| Provinz Matabeleland North  | Lupane            | 827.645          | 75.025       | 11                             |       |
| Provinz Matabeleland South  | Gwanda            | 760.345          | 54.172       | 14                             |       |
| Provinz Midlands            | Gweru             | 1.811.905        | 49.166       | 37                             |       |
| Simbabwe gesamt             | Harare            | 15.178.957       | 390.757      | 39                             |       |